# Leptogaster suleymani
Leptogaster suleymani is een vliegensoort uit de familie van de roofvliegen (Asilidae). De wetenschappelijke naam van de soort is voor het eerst geldig gepubliceerd in 2006 door Hasbenli & Candan & Alpay.